# Сандлер Семен Анатолійович
Семе́н Анато́лійович Са́ндлер (їд. שמעון סאַנדלער Ши́мен Са́ндлер; нар. 1914, Дубровиця, Рівненський повіт, Волинська губернія, Російська імперія — пом. 28 червня 2001, Москва, РФ) — радянський лінгвіст і педагог, автор робіт з методики викладання германських мов (їдишу і німецької).

## Біографія
Шимен (Семен Анатолійович) Сандлер народився в 1914 році в містечку Дубровиця (нині Рівненської області) в сім'ї фельдшера, один із п'яти дітей. Учився в польській гімназії, потім в івритській гімназії «Тарбут» (Культура) у Вільні.
Після закінчення гімназії в 1932 році самостійно поїхав до підмандатної Палестини, працював вантажником у хайфському порту, навчався в Єврейському університеті в Єрусалимі, вступив у Комуністичну Партію Палестини. За комуністичну діяльність був арештований британською мандатною владою та у 1937 році депортований до Польщі. Працював вихователем у дитячому профспілковому санаторії ім. Володимира Медема в Медзешіне (тоді передмістя Варшави), викладав їдиш.
З початком Другої світової війни (1939) дістався до Пінська, де став працювати вчителем єврейської мови та літератури в середній школі; публікував вірші в радянській єврейській пресі. У перші дні нацистсько-радянської війни мобілізований до армії, з 1943 року — в трудовій армії в Удмуртії, з 1943 по 1946 був головою удмуртського відділення правління Спілки Польських Патріотів. Уся сім'я Сандлера, що залишилася в роки війни в Дубровиці, була розстріляна (дружина, мати і 3 сестри з сім'ями).
У 1948 році Сандлер закінчив факультет німецької мови Удмуртського педагогічного інституту в Іжевську і залишився там викладати латинську мову, історію і лексикологію німецької мови. Опублікував ряд методичних робіт, у тому числі монографій, з методики викладання німецької мови в удмуртських школах. У 1959 році захистив кандидатську дисертацію з цієї теми і в 1961 році очолив кафедру германських мов Тираспольського педагогічного інституту.
До 1991 року жив у Тирасполі, де створив перший у Молдові лінгафонний кабінет для вивчення іноземних мов і продовжив публікацію методичних робіт з викладання німецької мови в середній та вищій школі. Наприкінці 1970-x років почав вести постійну рубрику «В помощь изучающим идиш» у єдиному в СРСР журналі цією мовою «Советиш Геймланд» (Советская Родина, 1979–1985). У 1980-х роках викладав їдиш на Вищих літературних курсах при Літінституті ім. М. Горького в Москві. У 1982 році в Хабаровському книжковому видавництві спільно з Хаїмом Бейдером, Гершлом Рабінковим і Н. Кравецем випустив перший післявоєнний буквар єврейської мови, призначений для шкіл Єврейської автономної області. В останні роки життя жив у Москві, де викладав їдиш студентам Центру біблеїстики та юдаїки Російського Державного Гуманітарного університету (РГГУ).
У 1989 році двома виданнями вийшов написаний Сандлером перший російською мовою «Самоучитель языка идиш». У 1997 році складений Сандлером лінгвістичний огляд їдишу ввійшов до багатотомного видання Інституту Мовознавства РАН «Языки Российской Федерации и соседних государств». Посмертно у 2001 році при центрі біблеїстики і юдаїки РГГУ вийшов підручник з вивчення їдишу для російськомовних студентів.

## Книги Семена Сандлера
- Изучение грамматики немецкого языка в Удмуртских школах на начальной ступени обучения. Удмуртское книжное издательство: Ижевск, 1958.
- Алэфбэйс (букварь). Хабаровское книжное издательство: Хабаровск, 1982.
- Самоучитель языка идиш. Издательство «Русский язык»: Москва, 1989.
- Идиш. Учебник для русскоговорящих. Издательство Российского государственного гуманитарного университета (РГГУ) совместно с Еврейской теологической семинарией (Нью-Йорк) и ИВО — Институтом еврейских исследований (Нью-Йорк): Москва, 2001.